# 메일링 리스트
메일링 리스트(mailing list)는 수많은 인터넷 사용자들에게 정보를 널리 퍼뜨릴 수 있도록 전자 우편을 이용하는 특별한 방법이다. 내용을 여러 명의 받는 이에게 보낼 목적으로 개인이나 단체가 사용하는 이름과 주소를 한 데 모아놓은 것을 뜻하는 전통적인 메일링 리스트와 성격은 비슷하다. 그러나 인터넷 환경의 메일링 리스트는 전자 우편 주소, 편지를 받는 사람, 받는 이가 받을 전자 우편 내용 등이 포함된다.

## 자동화 메일링 리스트의 동작 원리
메일링 리스트는 보통 특수한 메일링 리스트 소프트웨어, 그리고 이메일을 수신할 수 있는 서버에 설정된 반영자 주소를 사용하여 부분적인 자동화 또는 완전한 자동화를 거치게 된다. 반영자 주소에 송신되는 들어오는 메시지는 소프트웨어에 의해 처리되며 내용에 따라 내부적으로 처리되기도 하며 메일링 리스트에 구독되는 모든 이메일 주소에 배포되기도 한다.
웹 기반 인터페이스는 사람들이 구독/구독 해제, 개인설정 변경을 허용하기도 한다. 그러나 메일링 리스트 서버는 월드 와이드 웹 이전부터 오랫동안 존재하였으므로 대부분은 이메일과 특수 이메일 주소 간의 명령을 허용하기도 한다. 이 경우 구독자들(또는 구독을 원하는 사용자들)은 구독, 구독 해제, 메시지 보내기의 일시적인 중단, 개인설정 변경 등의 작업을 모두 이메일을 통해 수행할 수 있게 된다. 이러한 명령을 보내는 공통 포맷은 단순히 명령어 및 그 뒤에 명령이 속하는 메일링 리스트의 이름을 추가하여 이메일을 보냄으로써 이루어진다. 예: subscribe anylist 또는 subscribe anylist John Doe.

## 종류
- 선언식 리스트: 한방향으로만 정보를 전달하며 선택된 사람들에게만 전달된다.
- 토론식 리스트: 가입자가 글을 올릴 수 있으며 가입자가 메일링 리스트를 사용하여 메시지를 답변이 가능한 다른 모든 가입자에게 보낼 수 있다.

## 같이 보기
- 네티켓
- 구글 그룹스
- 야후! 그룹
- Mailman (GNU)
- Sympa
- Majordomo
- ezmlm